# Eddie Byrne
Eddie Byrne (* 25. März bzw. nach anderen Angaben 31. Januar 1911 in Dublin, Irland; † 21. August 1981 ebenda) war ein irischer Schauspieler.

## Leben
Byrne spielte am Dubliner Abbey Theatre und trat ab der zweiten Hälfte der 1940er Jahre auch in Kinofilmen auf. Seine erste Hauptrolle übernahm er 1952 in Time Gentlemen Please unter der Regie von Lewis Gilbert. Der große Durchbruch blieb ihm aber verwehrt und er übernahm in der Folgezeit vorwiegend kleinere Nebenrollen. In den späten 1950er Jahren war er vielbeschäftigt und trat allein in den Jahren 1954 bis 1958 in mehr als 20 Filmen auf.
Im Jahr 1959 spielte er im britischen Horrorfilm Die Rache der Pharaonen die Rolle des Inspektor Mulrooney. 1962 übernahm er an der Seite von Marlon Brando und Trevor Howard im Filmklassiker Meuterei auf der Bounty die Rolle des Seemanns John Fryer. Eine seiner letzten Rollen übernahm er 1977 im Sci-Fi-Epos Krieg der Sterne als General Willard.
Er starb 1981 an den Folgen eines Schlaganfalls.

## Filmografie (Auswahl)
- 1946. I See a Dark Stranger
- 1947: Der kupferne Berg (Hungry Hill)
- 1947: Ausgestoßen (Odd Man Out)
- 1947: Captain Boycott
- 1949: Saints and Sinners
- 1951: Maxie macht Karriere (Lady Godiva Rides Again)
- 1952: Time, Gentlemen, Please!
- 1952: Die Bombe im U-Bahnschacht (The Gentle Gunman)
- 1953: Jim, der letzte Sieger (The Square Ring)
- 1953: Albert R.N.
- 1954: Scherereien mit seiner Lordschaft (Trouble in the Glen)
- 1954: Happy Ever After
- 1954: Geld macht nicht glücklich (Beautiful Stranger)
- 1954: Das geteilte Herz (The Divided Heart)
- 1954: Die Erbschaft der Tante Clara (Aunt Clara)
- 1954: The Sea Shall Not Have Them
- 1955: Children Galore
- 1955: Mord ohne Mörder (Three Cases of Murder)
- 1955: Voller Wunder ist das Leben (A Kid for Two Farthings)
- 1955: Die Spur führt nach Ambledown (Stolen Assignment)
- 1955: One Way Out
- 1956: The Extra Day
- 1956: Allen Gewalten zum Trotz (Reach for the Sky)
- 1956: Zarak Khan (Zarak)
- 1956: Wie herrlich, jung zu sein (It’s Great to Be Young!)
- 1957: Versuchsmaschine CB 5 (The Man in the Sky)
- 1957: Die Angst hat tausend Namen (Seven Waves Away)
- 1957: Zustände wie im Paradies (The Admirable Crichton)
- 1957: Face in the Night
- 1957: Es begann, als sie nein sagte (These Dangerous Years)
- 1958: Dünkirchen (Dunkirk)
- 1958: Rooney
- 1958: Wonderful Things!
- 1958: Flut der Furcht (Floods of Fear)
- 1959: Eine Stadt sucht einen Mörder (Jack the Ripper)
- 1959: Ein Schotte auf Brautschau (The Bridal Path)
- 1959: Der Sündenbock (The Scapegoat)
- 1959: Die Rache der Pharaonen (The Mummy)
- 1960: The Shakedown
- 1960: Die Rakete zur flotten Puppe (The Bulldog Breed)
- 1960: Der Boß war schneller als Scotland Yard (Jackpot)
- 1961: Gebrandmarkt (The Mark)
- 1961: Der Schuß aus dem Nichts (Johnny Nobody)
- 1962: Locker 69
- 1962: Die Küchenbullen (The Pot Carriers)
- 1962: Meuterei auf der Bounty (Mutiny on the Bounty)
- 1962–1969: Simon Templar (The Saint; Fernsehserie, 4 Folgen)
- 1963: The Punch and Judy Man
- 1963: Gefährliche Stunden in Dartmoor (The Break)
- 1963: Kein Schloß ist vor ihm sicher (The Cracksman)
- 1963: Der zweite Mann (The Running Man)
- 1965: Das Teufelsritual (Devils of Darkness)
- 1966: Insel des Schreckens (Island of Terror)
- 1966: Der Baron (The Baron; Fernsehserie, 1 Folge)
- 1967: Die Rache des Dr. Fu Man Chu (The Vengeance of Fu Manchu)
- 1968: Gold Is Where You Find It
- 1969: I Can’t… I Can’t
- 1969: Dave – Zuhaus in allen Betten (Sinful Davey)
- 1969: Where’s Jack?
- 1969: Das geheimnisvolle Treffen in Boyne Castle (Guns in the Heather)
- 1969: Department S (Fernsehserie, 1 Folge)
- 1971: Journey to Murder
- 1972: All Coppers Are…
- 1973: Never Mind the Quality: Feel the Width
- 1973: Der Mackintosh Mann (The Mackintosh Man)
- 1977: Krieg der Sterne (Star Wars)